# 가람중학교 (부산)
가람중학교(가람中學校)는 대한민국 부산광역시 북구 구포동에 있는 공립 중학교이다.

## 학교 연혁
- 1953년 4월 6일 : 구포중학교 설립인가 (2학급)
- 1953년 4월 25일 : 개교 (남녀 120명 입학)
- 1953년 7월 17일 : 초대 엄구현 교장 취임
- 1955년 6월 30일 : 구포상업고등학교 설립인가(3학급)
- 1955년 7월 1일 : 구포상업고등학교 개교(180명 입학)
- 1956년 3월 2일 : 제1회 졸업식 거행(남 52, 여 36 계 88명 졸업)
- 1969년 12월 10일 : 구포여자중학교로 교명 변경
- 1977년 6월 7일 : 구포여자상업고등학교 분리 이전(현 부산백양고등학교)
- 2001년 3월 1일 : 가람중학교로 교명 변경(남녀공학 학교로 개편)
- 2011년 11월 21일 : 다목적강당 가람관 개관식
- 2023년 1월 11일 : 부산형 자율 교육과정 모델학교 지정(2023. 03. ~ 2025. 02. 2년간)
- 2023년 9월 1일 : 제31대 주강원 교장 취임
- 2024년 8월 21일 : 부산다행복학교 3기 운영 지정(2025. 03. ~ 2027. 02. 2년간)
- 2025년 2월 7일 : 제70회 졸업식 (3학급 59명, 졸업생 누계 25,578명)
- 2025년 3월 4일 : 제73회 입학식 (3학급 72명)

## 참고 자료
- 가람중학교 - 한국교육학술정보원 학교알리미